# أرمن الوطن العربي
الارمن العرب هم مواطنو الدول العربية الذين ترجع أصولهم إلى دولة أرمينيا.

## شخصيات أرمنية عربية
- نيلي
- نيشان ديرهاروتيونيان
- مريم نور
- جويل مردينيان
- سلوم حداد
- لينا شماميان
- يوحنا ورتبات